# Stegonotus cucullatus
Espèce
Synonymes
- Lycodon cucullatum Duméril, Duméril & Bibron, 1854
- Zamenophis australis Günther, 1872
- Lydodon keyensis Doria, 1874
- Lycodon magnus Meyer, 1874
- Lycodon darnleyensis Macleay, 1877
- Herbertophis plumbeus Macleay, 1884
- Stegonotus plumbeus (Macleay, 1884)
- Stegonotus reticulatus Boulenger, 1895

Stegonotus cucullatus  est une espèce de serpents de la famille des Colubridae.

## Répartition
Cette espèce se rencontre :
- en Indonésie en Nouvelle-Guinée occidentale ;
- en Papouasie-Nouvelle-Guinée en Nouvelle-Guinée orientale et sur les îles Fergusson, Normanby, Woodlark et Rossel ;
- en Australie dans le Queensland et le Territoire du Nord.

## Description
C'est un serpent ovipare.

## Publication originale
- Duméril, Bibron & Duméril, 1854 : Erpétologie générale ou histoire naturelle complète des reptiles. Tome septième. Première partie, p. 1-780 (texte intégral).